# Hércules encadenado
Hercules encadenado o Hércules y la reina de Lidia (Ercole e la regina di Lidia) es una película de 1959 del subgénero péplum dirigida por Pietro Francisci, y con Steve Reeves, Sylvia López y Sylva Koscina en los papeles principales. Se trata de la secuela de la película Hércules (Le fatiche di Ercole, 1958) y, al igual que ella, está libremente basada en diversas obras clásicas.

## Base de la trama
La trama es una mezcolanza de varias leyendas y obras de teatro griegas: en particular, de las tragedias Los siete contra Tebas, de Esquilo, y Edipo en Colono, de Sófocles. La historia de Hércules y la reina Onfalia está tomada directamente de la mitología griega, si bien se suprime toda referencia al travestismo, al intercambio de roles sexuales entre Hércules y Onfalia y a la ambigüedad del héroe en ese terreno. La única referencia a las tareas de hilado y costura a las que se dedicaba Hércules con las asistentes de Onfalia en la tradición clásica se limita a esta frase: "Tejí los hilos (de mi memoria) juntos". La película se aparta mucho de la tradición, mezcla los acontecimientos al azar y presenta un conjunto de personajes distinto del de las fuentes clásicas.

## Argumento
De camino a Tebas, Hércules, Íole y Ulises llegan a Colono. Hércules ha de mediar en una disputa entre los hermanos Eteocles y Polinices por el derecho a ocupar el trono de Tebas. Antes de que pueda completar esa tarea, el héroe bebe de lo que resulta ser la Fuente del Olvido, pierde la memoria, es hipnotizado por una mujer que representa la danza de Shiva y queda cautivo de Onfalia, reina de Lidia. Onfalia acostumbra a mantener a los hombres hasta que se cansa de ellos, y entonces los convierte en estatuas. El joven Ulises tratará de ayudar a Hércules a que recobre la memoria.
Eteocles pretende hacer de Íole víctima de las fieras en la arena del anfiteatro. Hércules mata a tres tigres, rescata a su esposa y ayuda al ejército tebano a repeler a unos asaltantes que son mercenarios mandados por Polinices. Los dos hermanos, en última instancia, luchan entre sí por el trono y terminan matándose el uno al otro. Entonces, es elegido por aclamación para ocupar ese trono el sumo sacerdote: Creonte. Onfalia, al ver perdido el amor de Hércules, se mata.

## Ficha técnica
- Título: Hércules encadenado, Hércules desencadenado o Hércules y la reina de Lidia.
- Título original: Ercole e la regina di Lidia.
- Título francés: Hercule et la Reine de Lydie.
- Género: Péplum.
- Países: Italia, Francia y España.
- Compañías de producción: Galatea Film, Lux Compagnie Cinématographique de France, Lux Film, Urania Film.
- Producción: Bruno Vailati (1919 - 1990).
- Guion: Ennio De Concini (1923 - 2008) y Pietro Francisci, a partir del mito de Hércules y Onfalia y de las tragedias Los siete contra Tebas (Esquilo) y Edipo en Colono (Sófocles).
- Diseño de producción: Ferruccio de Martino.
- Decorados: Massimo Tavazzi.
- Vestuario: Maria Baroni.
- Coreografía: Johnny Blysdeal.
- Peluquería: Maria Miccinilli.
- Maquillaje: Otello Fava.
- Maestro de armas: Enzo Musumeci (Enzo Musumeci Greco, 1911 - 1994).
- Dirección de fotografía, iluminación y efectos especiales: Mario Bava.
- Dirección: Pietro Francisci (1906 - 1977).
- Ayudantía de dirección: Pietro Nuccorini y Mario Bava (el segundo, sin acreditar).
- Montaje: Mario Serandrei (1907 - 1966).
- Sonido: Giulio Tagliacozzo y Bruno Zanoli.
- Música: Enzo Masetti (1893 - 1961).
  - Producción musical: Luca di Silverio.
  - Dirección musical: Carlo Savina (1919 - 2002).
  - En la canción Con te per l'eternità (Contigo para siempre), la voz es la de Marisa del Frate (n. 1931).
- Formato: Color - 35 mm - 2,35:1 (Dyaliscope) - Sonido mono.

## Reparto
| PERSONAJES                                       | ACTUACIÓN                                      | DOBLAJE ORIGINAL ITALIANO          | DOBLAJE FRANCÉS Narración: Michel Gudin |
| ------------------------------------------------ | ---------------------------------------------- | ---------------------------------- | --------------------------------------- |
| Áctor, general de Eteocles                       | Nando Cicero (1931 - 1995)                     |                                    |                                         |
| Admeo                                            | Angelo Zanolli                                 |                                    |                                         |
| Una amiga de Íole                                | Elda Tattoli (1929 - 2005)                     |                                    | Jeanine Freson (f. 2006)                |
| Anfiarao                                         | Daniele Vargas (1922 - 1992)                   | Bruno Persa (1905 - 1983)          | Jean Violette (1876 - 1964)             |
| El gigante Anteo                                 | El boxeador Primo Carnera                      | Giorgio Capecchi (1902 - 1978)     | Pierre Morin                            |
| Anticlea                                         | Fulvia Franco (1931 - 1988)                    | Clelia Bernacchi (1910 - 2006)     | Camille Fournier                        |
| Argos, el constructor de la nave Argo            | Aldo Fiorelli (n. 1915)                        | Gianfranco Bellini (1924 - 2006)   | Maurice Dorléac (1901 - 1979)           |
| Bailarina principal                              | Colleen Bennet, sin acreditar                  |                                    |                                         |
| Cástor, en la película como asistente de Laertes | Fulvio Carrara                                 |                                    | Jean Lagache                            |
| Creonte                                          | Carlo D'Angelo (1919 - 1973)                   | Giulio Panicali (1899 - 1987)      | Roger Tréville (1902 - 2005)            |
| Edipo                                            | Cesare Fantoni (1939 - 1962)                   | Ivo Garrani (n. 1924)              | Jacques Berlioz (1889 - 1969)           |
| Una esclava rubia                                | Marisa Valenti                                 |                                    |                                         |
| Esculapio                                        | Walter Grant (Gian Paolo Rosmino, 1888 - 1982) | Lauro Gazzolo (1900 - 1970)        | Paul Ville (1881 - 1977)                |
| Eteocles                                         | Sergio Fantoni (n. 1930)                       |                                    | Roger Rudel (R. Rudelle, 1921 - 2008)   |
| Un general de Polinices                          | Fedele Gentile                                 |                                    | Michel Gudin                            |
| Otro general de Polinices                        | Alan Steel                                     |                                    |                                         |
| Hércules                                         | Steve Reeves                                   | Emilio Cigoli (1909 - 1980)        | Jean-Claude Michel (1925 - 1999)        |
| Íole                                             | Sylva Koscina                                  | Maria Pia Di Meo (n. 1939)         | Marcelle Lajeunesse                     |
| Laertes                                          | Andrea Fantasia                                | Gualtiero De Angelis (1899 - 1980) |                                         |
| Lástenes, general de Eteocles                    | Ugo Sasso (n. 1910)                            |                                    |                                         |
| Melanipo, general de Eteocles                    | Giuliano Gemma, sin acreditar                  |                                    |                                         |
| Megareo, general de Eteocles.                    | Sergio Ciani                                   |                                    |                                         |
| Onfalia                                          | Sylvia López                                   | Andreina Pagnani                   | Paule Emanuele (n. 1927)                |
| Orfeo                                            | Gino Mattera                                   |                                    |                                         |
| Penélope                                         | Patrizia Della Rovere                          | Vittoria Febbi (n. 1939)           |                                         |
| Polinices                                        | Mimmo Palmara (n. 1938)                        | Renato Turi (1920 - 1991)          | Serge Lhorca (René Lhorca, 1918 - 2012) |
| Pólux                                            | Willy Colombini (Willi Colombini)              |                                    |                                         |
| Sandón, capitán de la guardia lidia              | Gianni Loti                                    |                                    |                                         |
| El sepulturero                                   | Nino Marchetti (1909 - 1983), sin acreditar    |                                    |                                         |
| Tifis, el timonel de la nave Argo                | Aldo Pini                                      |                                    |                                         |
| Ulises                                           | Gabriele Antonini (n. 1938)                    | Massimo Turci (n. 1930)            |                                         |

## Distribución y acogida

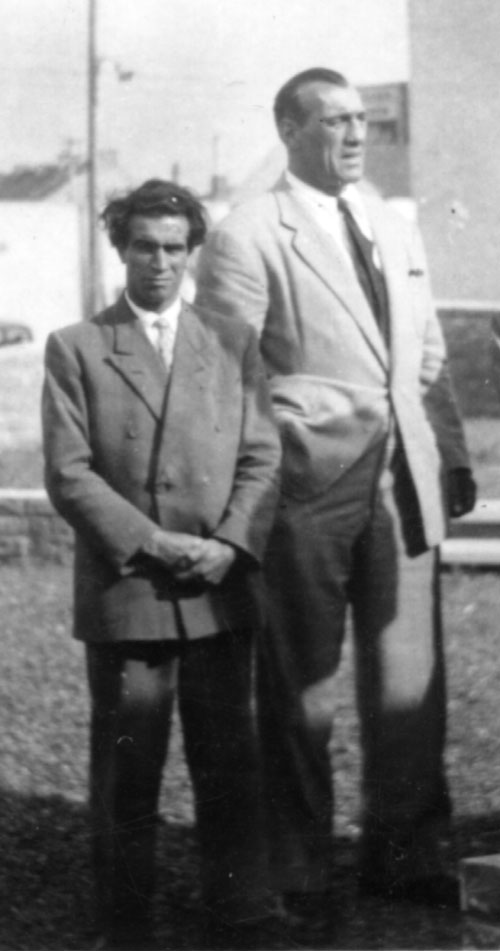
Foto de 1958: el escultor Francesco Libonati (n. 1920) con Primo Carnera.

Ya en el momento de su estreno, la crítica de la época entendía e interpretaba correctamente la película (y el péplum, en general). En diciembre de 1960, el Heraldo del cine decía esto de ella: 

Tiene las mismas características que Hércules, aunque tal vez la supera en puerilidad y en motivos para que el púbico se ría, a veces porque está hecha un poco en broma, y a veces porque las exageraciones son divertidas.

La distribución internacional dotó a la película de los más variados nombres, contradictorios entre sí a veces. En Argentina fue titulada Hércules sin cadenas, e incluso se convirtió a Onfalia en reina de Saba y de las amazonas.
En el especial sobre péplum de la revista Fotogramas (número 1.849), se decía que Sylvia López, intérprete del personaje de Onfalia, daba vida a 

la más excitante mantis religiosa del género, a medio camino entre la Ayesha de Rider Haggard y la Antinea de Pierre Benoit, y encarnada con equilibrio entre la grosería y la prestancia.

Hércules encadenado se estrenó en 1959, y se hizo reestreno en 1968.
Poco pudo disfrutar de la popularidad de la película Sylvia López, pues murió de leucemia pocos meses después del estreno.
Esta película de Hércules fue puesta a la venta en VHS en 1985 por Embassy Home Entertainment, y en 1998 por Metro-Goldwyn-Mayer; y en DVD, en el 2002 y en el 2009 (junto a Hércules) por Metro-Goldwyn-Mayer.